# Friðrik Guðmundsson
Friðrik Jens Guðmundsson (ur. 9 listopada 1925 w Reykjavíku, zm. 16 kwietnia 2002 tamże) – islandzki lekkoatleta, dyskobol, reprezentant KR Reykjavík.

## Kariera
Brał udział w igrzyskach w 1952, na których odpadł w kwalifikacjach rzutu dyskiem zajmując 22. miejsce z wynikiem 45 m. Był chorążym islandzkiej kadry na tych igrzyskach.

### Rekordy życiowe
- rzut dyskiem – 50,82 (1960)

## Życie prywatne
Był synem Sólveig Jóhannsdóttir (1897-1979) i Guðmundura Halldóra Guðmundssona (1887-1982). Miał trzech braci, urodził się jako trzeci. W 1945 wziął ślub z Sigríð Sigurjónsdóttir, z którą miał sześcioro dzieci. Pracował w urzędzie skarbowym w Reykjavíku. Jego pogrzeb odbył się 26 kwietnia 2002.